# Paul Sironen
Paul Sironen (né le 23 mai 1965 à Sydney) était un joueur australien de rugby à XIII en deuxième ligne pour les Balmain Tigers dans les années 1980 et 1990, jouant en finale de la NSWRL en 1988 et 1989. Il a joué pour NSW (State of Origin) ainsi que pour l'Australie (21 sélections). Il a également été nommé dans l'Équipe du Siècle (Team of the Century) des Balmain Tigers et des Wests Tigers  .
En France, Sironen a fait partie de l'équipe de Villeneuve-sur-Lot, vainqueur du Treize Tournoi en 1998 et de la saison 1998-1999.